# Kaman SH-2 Seasprite

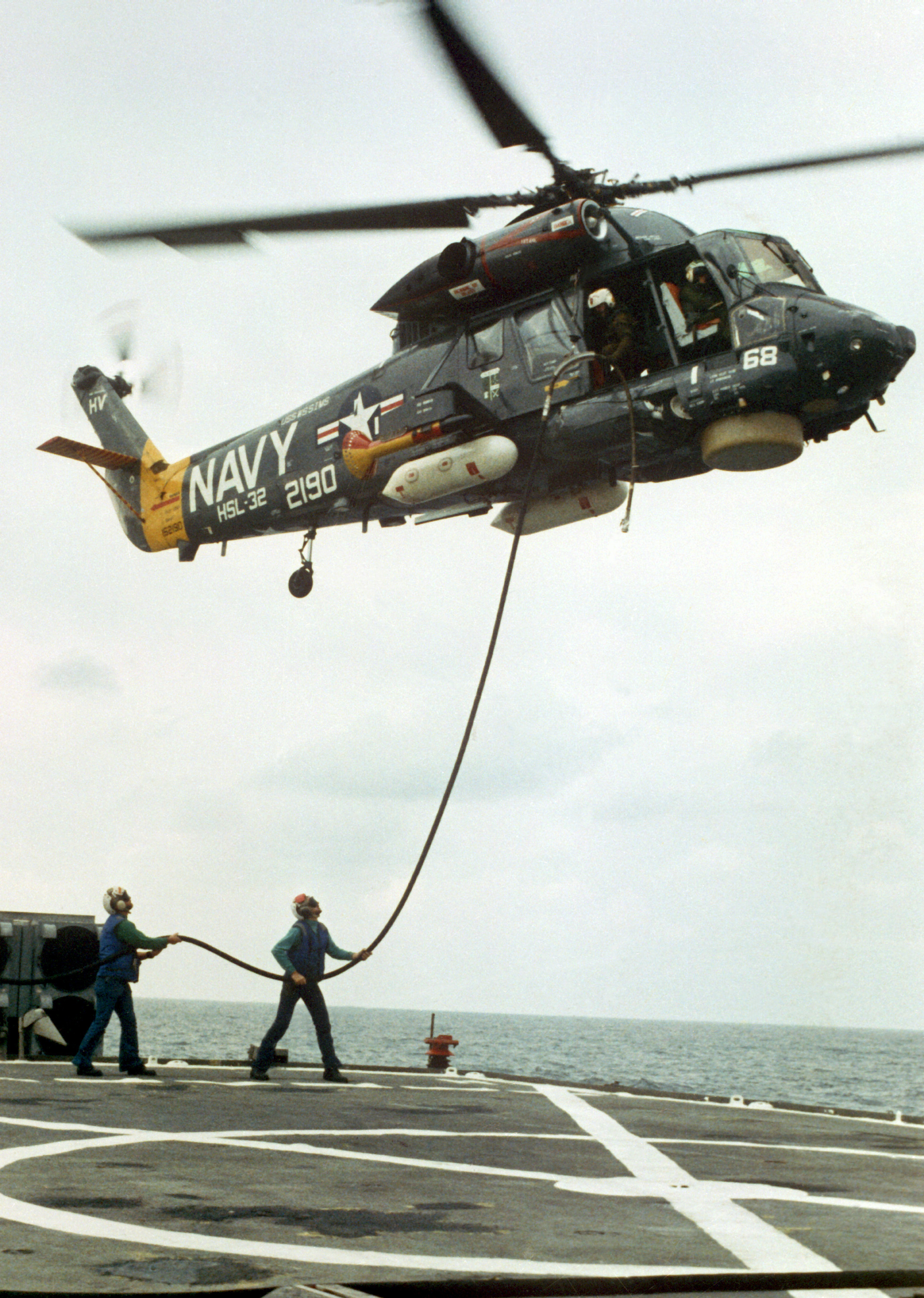
En SH-2F fyller på bränsle utan att landa.

Kaman SH-2 Seasprite är en marinhelikopter konstruerad för ubåtsjakt, radarspaning och flygräddning.

## Historia
1956 började USA:s flotta se sig om efter en helikopter med allvädersförmåga som kunde baseras på större stridsfartyg som kryssare och jagare. Kamans modell K-20 vann upphandlingen och 1957 började man bygga fyra prototyper och en förproduktionsserie om tolv helikoptrar. De fick beteckningen HU2K-1.
Även Kanadas flotta var intresserad, men när Kaman höjde priset från 14,5 miljoner dollar till 23 miljoner dollar per helikopter valde man att vänta tills amerikanska flottans utvärdering var klar. Helikoptern visade sig bli tyngre än beräknat och nådde inte upp till prestandakraven. Därför valde kanadensiska flottan den betydligt större Sikorsky SH-3 Sea King i stället. USA:s flotta hade inte lika höga prestandakrav och beställde 190 stycken helikoptrar som 1962 fick beteckningen UH-2A respektive UH-2B.
För att förbättra prestandan byggde Kaman om en UH-2A genom att placera två motorer bredvid varandra på var sin sida om växellådan. Totalt 40 stycken UH-2A och UH-2B byggdes om med två motorer. Även alla framtida versioner av Seasprite kom att få två motorer.
I oktober 1970 påbörjade USA:s flotta LAMPS-programmet (Light Airborne Multi-Purpose System). LAMPS ställde betydligt högre krav på förmåga till ubåtsjakt och sjöstrid. Av tids- och kostnadsskäl valde man att utgå från Seasprite. 20 helikoptrar hade redan konverterats till den dedicerade ubåtsjaktmodellen SH-2D, men SH-2F kom att bli en renodlad multiroll-helikopter. Systemet som kom att kallas LAMPS I var dock bara en nödlösning. 1974 började man studera nästa generations LAMPS-helikopter. Man utgick från två spår; LAMPS II som var baserad på SH-2 och ett mer ambitiöst spår kallat LAMPS III som byggde på en nyinförskaffad helikopter. LAMPS II ledde fram till SH-2G Super Seasprite, men USA:s flotta valde i stället att gå vidare med LAMPS III som ledde fram till Sikorsky SH-60 Seahawk. SH-2G antogs till en början inte av flottan, men den började tillverkats för exportmarknaden. I början på 1990-talet köpte US Navy in 24 nybyggda SH-2G för att användas på äldre fartyg vars hangar var för liten för att rymma en Seahawk.

## Konstruktion
När den konstruerades var Seasprite en av de första helikoptrar som byggdes med strömlinjeformad flygkropp och infällbart landningsställ vilket bidrog till den för den tiden imponerade hastigheten. Seasprite hade också ett nytt rotorsystem där helikopter styrdes med roder i rotorbladens bakkant i stället för att vrida hela rotorbladet. Helikoptern är kompakt byggd för att få plats på stridsfartyg. Stjärtbomen är inte vikbar som på modernare helikoptrar, men nosen kan vikas upp vilket sparar en knapp meter. Det var också en av de första helikoptrar som byggdes med ett system för säker landning i grov sjö som bygger på att helikoptern vinschas ner på helikopterplattan och hålls fast där.

## Bilder

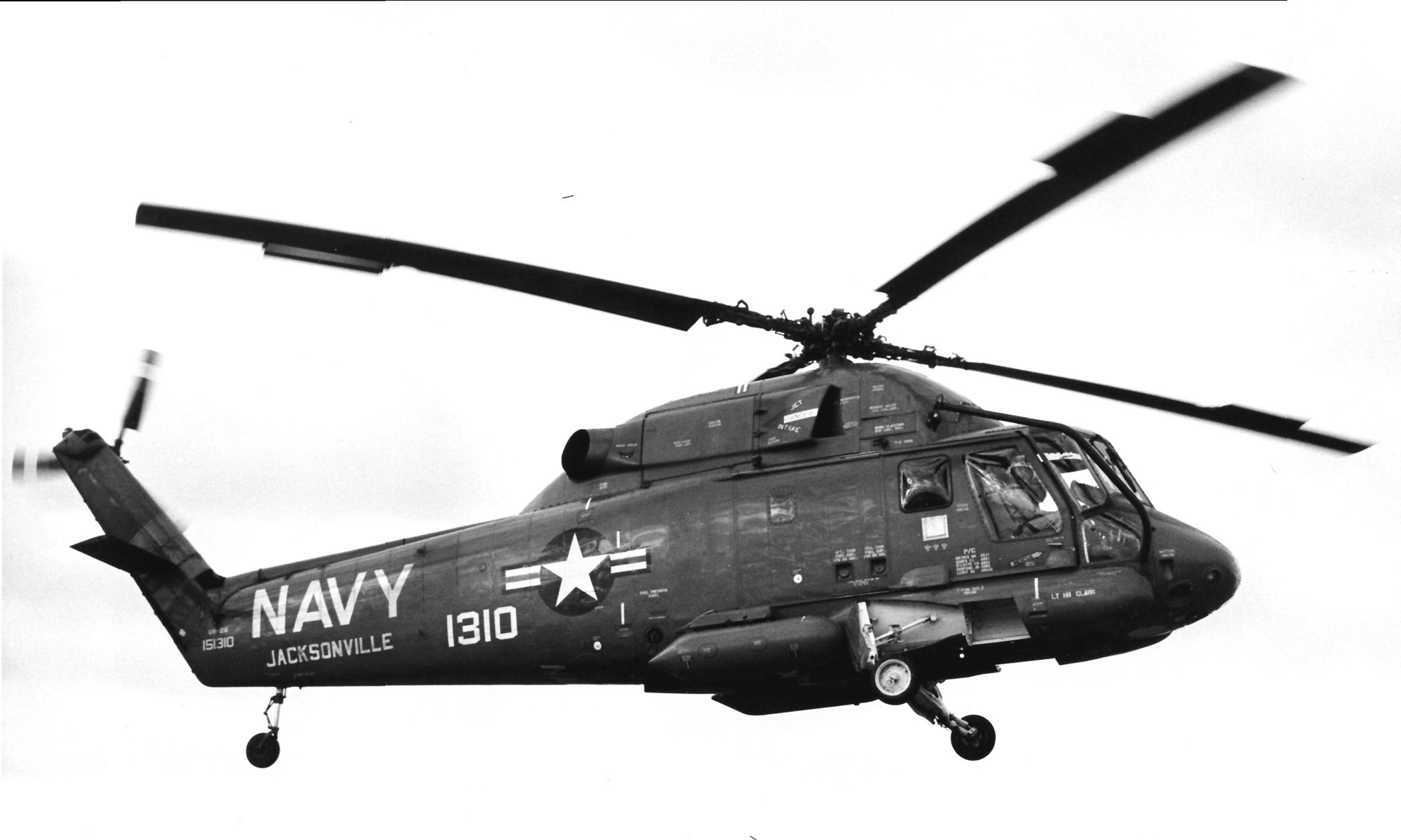
En tidig UH-2B med bara en motor och de rena linjerna innan LAMPS-modifieringarna.
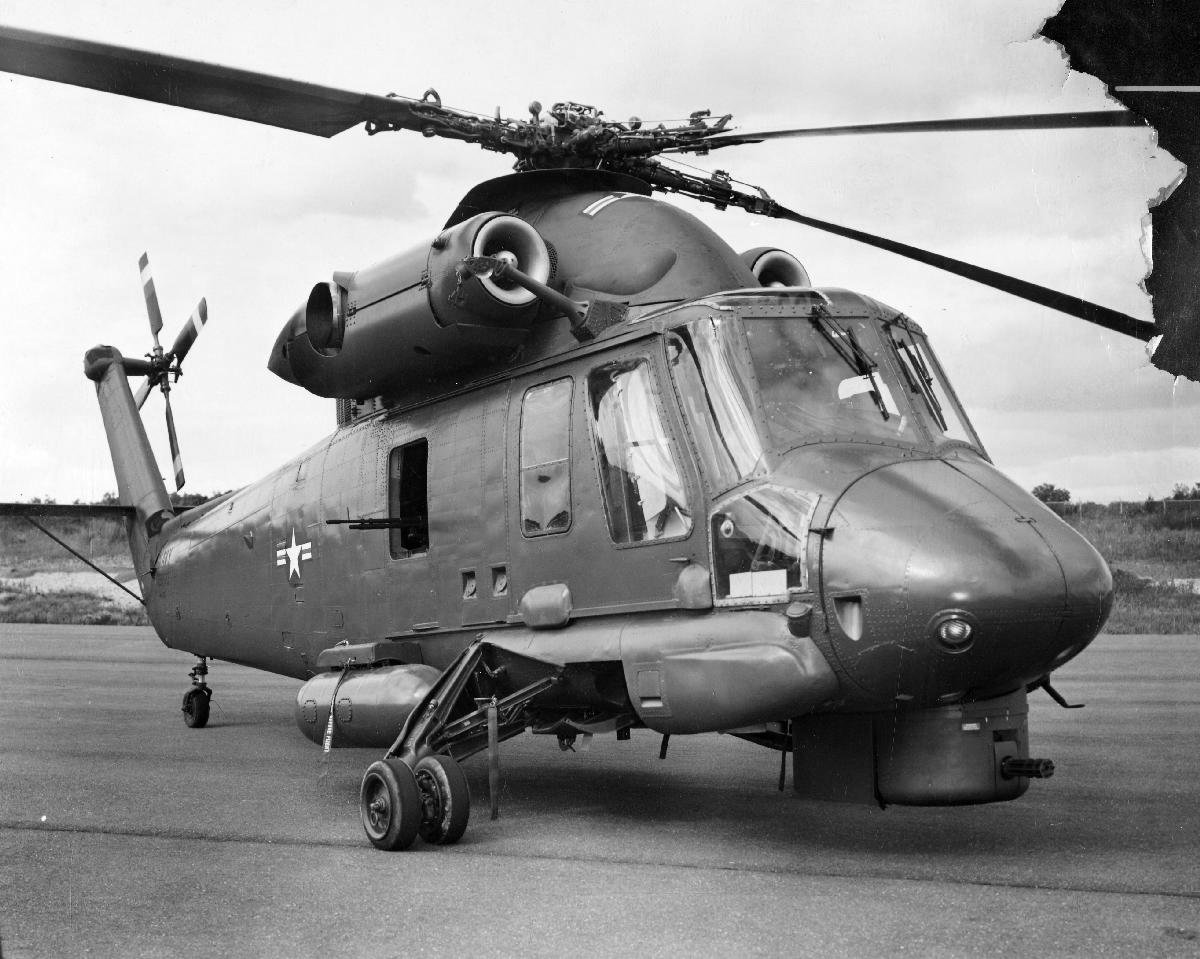
En HH-2C räddningshelikopter med två motorer, kanontorn under nosen och dörrmonterad kulspruta.
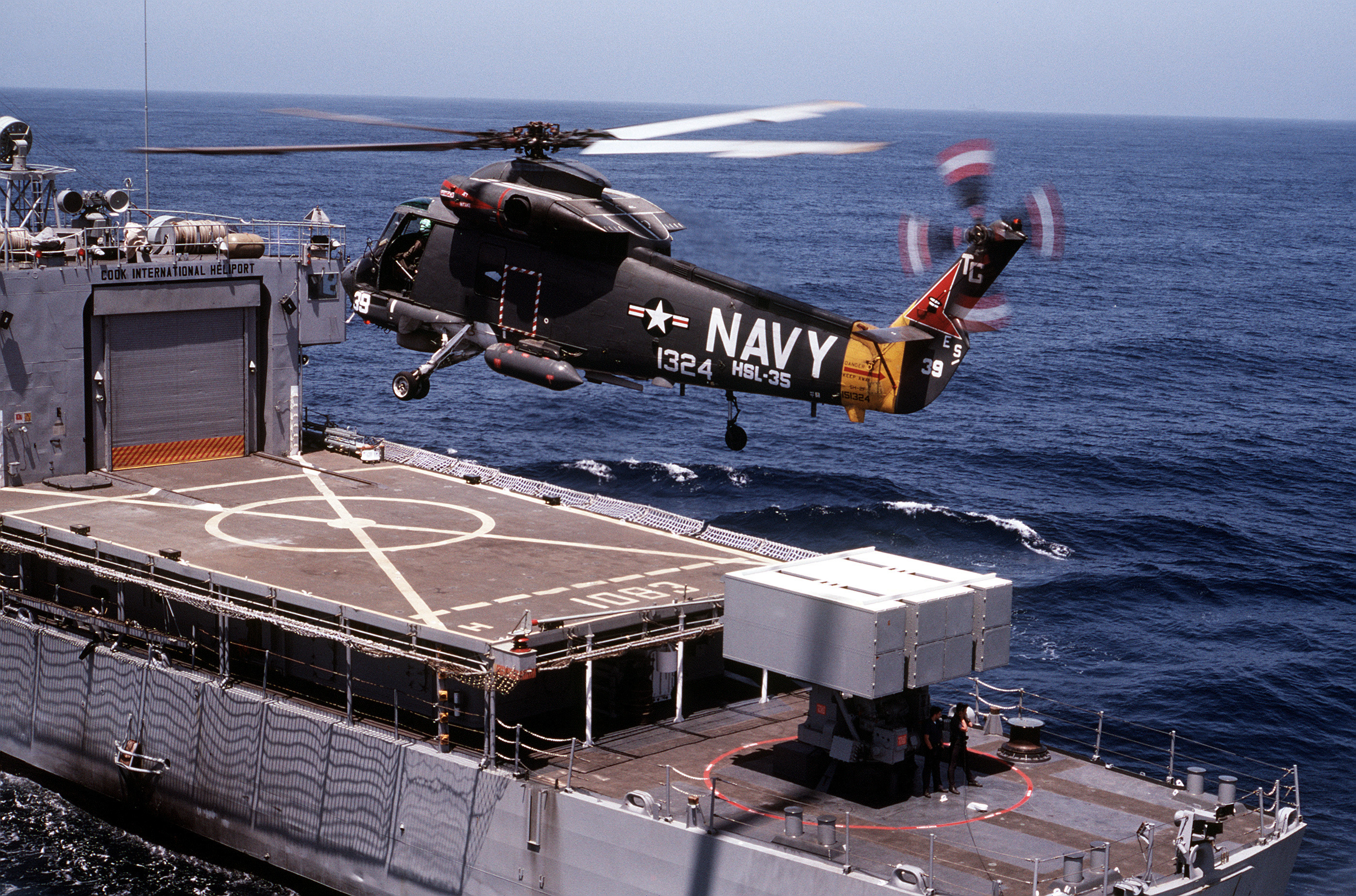
En SH-2F på väg att landa ombord på fregatten USS Cook. Det röd-vit markerade området på babordssidan är panelen för sonarbojar.
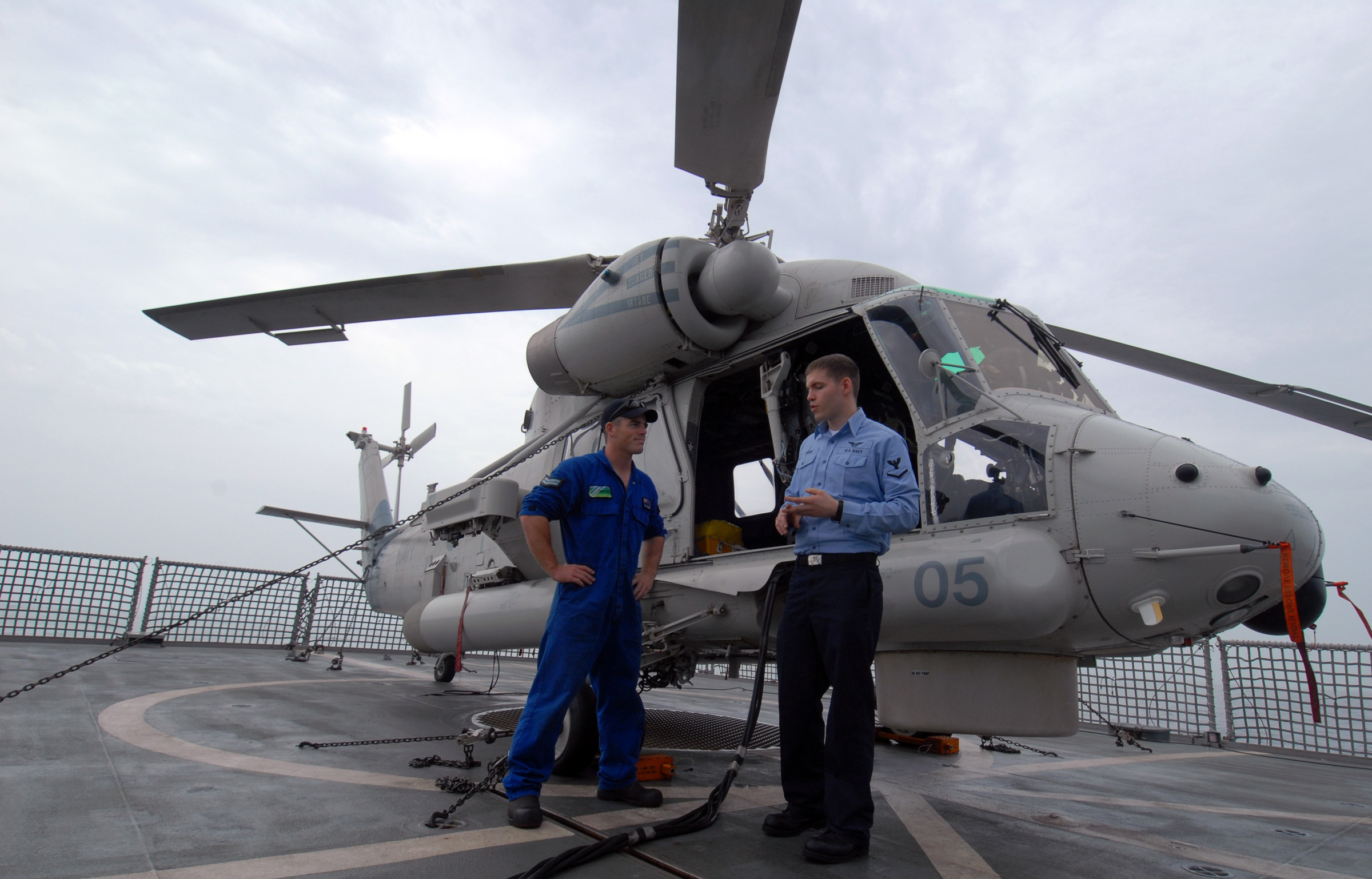
En nyzeeländsk SH-2G Super Seasprite. Utmärkande för den modellen är de kraftigare motorerna.

## Versioner
- UH-2A – Första produktionsserien. 88 byggda.
- UH-2B – UH-2A utan möjlighet att kunna tankas i flykten från ett fartyg utan helikopterplatta. 102 byggda.
- UH-2C – Förbättrad modell med två motorer. 41 konverterade från UH-2A och UH-2B.
- NUH-2C – Experimenthelikopter med möjlighet att bära och avfyra AIM-9 Sidewinder och AIM-7 Sparrow. Endast en konverterad från UH-2C.
- HH-2C – Räddningshelikopter med en M134 Minigun i ett torn under nosen. Sex konverterade.
- HH-2D – Räddningshelikopter utan beväpning. 67 konverterade från UH-2A och UH-2B.
- SH-2D – Ubåtsjakthelikopter. 20 konverterade från tidigare modeller.
- YSH-2E – Experimenthelikopter använd för att utvärdera olika radaralternativ för LAMPS-programmet.
- SH-2F – LAMPS I multiroll-helikopter. Samma ubåtsjaktutrustning som SH-2D men med radar och räddningsvinsch.
- SH-2G – Super Seasprite, exportmodell baserad på det nerlagda programmet LAMPS II. Förstärkt flygkropp, kraftigare motorer och nyare avionik.

## Användare
- Australiens flotta – Elva SH-2G inköpta 1997. Tjänstgjorde 2006–2008 och reklamerades sedan till tillverkaren.[1]
- Egyptens flygvapen – Tolv SH-2G inköpta 1997. Tjänstgör i 545:e helikopterdivisionen.
- Nya Zeelands flygvapen – Fem SH-2G i tjänst med No.6 Squadron RNZAF från 2003 och framåt.
- Polska marinen – Fyra SH-2G baserade på fregatterna ORP Gen. K. Pułaski och ORP Gen. T. Kościuszko.
- USA:s flotta – SH-2F pensionerades 1993 och SH-2G 2001

### Webbkällor
Den här artikeln är helt eller delvis baserad på material från engelskspråkiga Wikipedia, Kaman SH-2 Seasprite, tidigare version.
Den här artikeln är helt eller delvis baserad på material från engelskspråkiga Wikipedia, Kaman SH-2G Super Seasprite, tidigare version.